# سن لوئیس د پالنکه
سن لوئیس د پالنکه (انگلیسی: San Luis de Palenque) یک منطقه مسکونی در کشور کلمبیا است.